# Dragon Ball-kapitler
Dragon Ball er en japansk mangaserie skrevet og illustreret af Akira Toriyama. Historien følger Son-Gokus eventyr, der som barn tager ud på en livslang rejse, der begynder med at leder efter de syv mystiske Dragekugler. Undervejs modtager han streng kampsportstræning, besejrer en række kampsportsudøvere og bliver selv én af universets bedste kampsportsudøvere. Son-Goku opdager efterfølgende, at han stammer fra en udenjordisk krigerrace kaldet saiyajinere, hvorefter han kæmper mod mægtige fjender, der truer jordens beboere og det generelle univers.
Serien blev oprindeligt udgivet med individuelle kapitler i magasinet Weekly Shonen Jump. Disse kapitler blev senere udgivet af Shueisha i en serie af 42 tankobon-bind; det første af hvilke blev udgivet den 10. september 1985, mens det sidste udkom den 4. august 1995. I 2002 blev mangaen genudgivet i en samling af 34 kanzenban-bind, der havde en lettere korrigeret slutning, nye omslag, og farvede tegninger, som da serien blev bragt i Weekly Shonen Jump. Yderligere har der været to animeadaptationer, begge produceret af Toei Animation; den først, også kaldet Dragon Ball, dækker de første kapitel 1 til 194, mens den anden kaldet Dragon Ball Z dækker kapitel 195 til 519.
I Danmark blev Dragon Ball for første gang udgivet med det første tankoban-bind i år 2000 af Carlsen, hvorefter mangaen modtog en månedlig udgivelse indtil det sidste bind blev udgivet i 2003. Ifølge Carlsen måtte de genoptrykke det sidste bind 2 gange, inden det overhovedet udkom, for at kunne følge med efterspørgslen. Serien begyndte efterfølgende at blive genudgivet på dansk af forlaget Faraos Cigarer i december 2022